# Steve Lucero
Steve Lucero (ur. 29 czerwca 1964 w San Pablo) – amerykański żużlowiec.

## Życiorys
Brązowy medalista indywidualnych mistrzostw Europy juniorów (King’s Lynn 1984). Pięciokrotny medalista indywidualnych mistrzostw Stanów Zjednoczonych: dwukrotnie złoty (1988, 1996), srebrny (1991) oraz dwukrotnie brązowy (1987, 1995). Czterokrotny indywidualny mistrz stanu Kalifornia (1985, 1989, 1995, 1996) oraz dwukrotny indywidualny mistrz Kalifornii Północnej (1982, 1984).
W lidze brytyjskiej reprezentant klubów Eastbourne Eagles (1984) oraz Wolverhampton Wolves (1984).